# Salmi

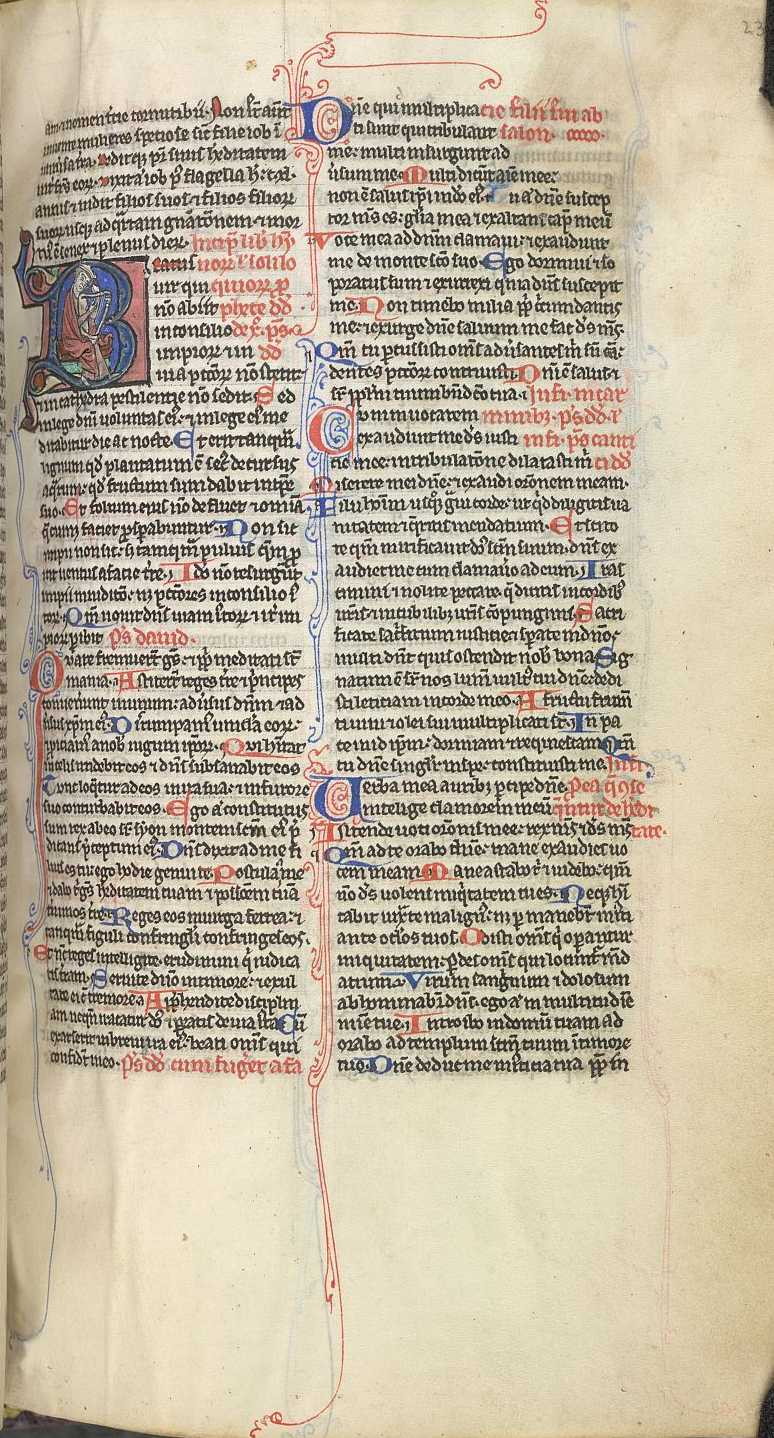
L'inizio dei Salmi

Il Libro dei Salmi (in ebraico תהילים‎?, tehillìm o tehilim (plurale maschile ebraico); in greco Ψαλμοί?, psalmòi; in latino Psalmi) è un testo contenuto nella Bibbia ebraica (Tanakh) e nell'Antico Testamento della Bibbia cristiana.
È scritto in ebraico e, secondo l'ipotesi maggiormente condivisa dagli studiosi, la redazione definitiva del libro avvenne in Giudea, forse alla fine del III secolo a.C., raccogliendo testi di varia origine, composti da autori ignoti lungo i secoli precedenti (il salmo considerato più antico è il 104, che riprende l'egiziano Inno al Sole del XIV secolo a.C.).
È composto da 150 capitoli, ognuno dei quali rappresenta un autonomo salmo o inno di vario genere: lode, supplica, meditazione sapienziale. Il libro dei Salmi, che è compreso tra i libri sapienziali, è anche detto Lode o Salterio.

## Panoramica generale
I singoli salmi erano in origine inni cantati, con l'accompagnamento di strumenti musicali, nei luoghi sacri. Più tardi, alcuni furono inseriti in varie raccolte, a provare un maggior livello della comprensione testuale.
I singoli salmi possono essere contestualizzati nel Salterio nel suo insieme, essendovi la narrazione fattuale della vita di Davide, o una raccolta di istruzioni e norme come la Torah. Nella più tarda tradizione ebraica e cristiana, i Salmi iniziarono ad essere usati come preghiere da pronunciarsi anche non cantate e non musicate, individuali o collettive, come espressioni tradizionali di sentimento religioso.
In 1Cronache 13:8: «Davide e tutto Israele facevano festa davanti a Dio, a tutta forza, cantando e suonando cetre, saltèri, timpani, cembali e trombe». Simile culto di adorazione accompagnato da strumenti è citato presso il re babilonese Nabucodonosor II (Dn 3,5).
L'Antico Testamento menziona altri casi di solenne festa e preghiera, in cui tutto il popolo eletto si raduna davanti al Re per ringraziare Dio, adorato come Signore degli Eserciti e Re di Israele, dopo una vittoria in battaglia.
I sacerdoti di Aronne avevano il compito di custodire l'Arca dell'Alleanza,  e di portarla in processione insieme ai soldati armati fino al campo di battaglia, senza prendervi parte: l'ordine era di sei tribù davanti l'Arca, e di altre sei dietro. Alcuni spostamenti delle cose sacre erano affidati ad ebrei della tribù di Levi, che non erano sacerdoti. Senza la protezione di Dio e l'obbedienza a Mosè, Israele subisce la dura sconfitta di Kades (Numeri 13); comportandosi in modo contrario, vince l'assedio di Gerico (Giosuè 6).
I Salmi sono classificati per genere letterario come segue: 

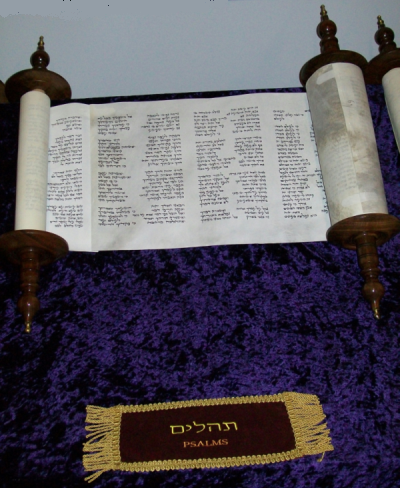
Rotolo manoscritto del Libro dei Salmi

- 30 Salmi sono descritti come shir (שיר; greco antico ᾠδή , ōdḗ, canzone);
- 55 Salmi sono descritti mizmor (מזמור; ψαλμός psalmos; 'salmo'), ode lirica, testo accompagnato da strumenti musicali;
- il Salmo 145 e alcuni altri sono descritti come tehillah (תהילה ; ὕμνος hymnos; 'inno');
- 30 Salmi sono descritti come maskil (meditazione sapienziale): 32, 42, 44, 45, 52–55, 74, 78, 88, 89, and 142. Il Salmo 41:2, sebbene non presente nella lista dei 50, è descritto come ashrei maskil;
- 6 Salmi hanno il titolo che inizia con la parola ebraica michtam (מכתם, oro).[3] Rashi suggerisce che la parola michtam si riferisce a "qualcosa" che ogni uomo porta sempre con sé. Tuttavia, i Salmi afferenti a questo tipo di intitolazione celebrano il Dio del popolo eletto, sia per le vittorie in guerra sia per la ricchezza e prosperità altrove senza pari in tempo di pace, così come i più grandi Re di Israele, Davide e Salomone, gli Unti del Signore. Dovendosi sempre applicare la norma di interpretazione biblica generale la parola "oro" assume, semplificando, un duplice significato, sia storico, che in secondo luogo simbolico: quest'ultimo è il Numero della Bestia con riferimento ai sicli di oro battuto, secondo i Libri coevi di 1 Re 10,13-16 e 2 Cronache 9,13-14;
- il Salmo 7 (come nel Libro di Habakkuk capitolo 3)[4] inizia col titolo  shigayon (שיגיון)

## Numerazione dei salmi
Il salterio contiene 150 salmi ognuno dei quali è anche considerato come un capitolo del libro.
La numerazione dei salmi varia a seconda se consideriamo il testo ebraico masoretico o i manoscritti greci della versione detta Septuaginta.
Le traduzioni protestanti (anglicana, luterana, calvinista) adottano la numerazione ebraica, così come la adottano anche nella Chiesa Cattolica i testi liturgici ufficiali e le traduzioni moderne.
Soltanto le traduzioni in uso nella Chiesa ortodossa hanno adottato la numerazione greca.
Le antiche traduzioni latine, come la Vulgata, solitamente seguono la numerazione greca. Le differenze sono le seguenti:
| numerazione ebraica | numerazione greca |
| ------------------- | ----------------- |
| 1-8                 | 1-8               |
| 9-10                | 9                 |
| 11-113              | 10-112            |
| 114-115             | 113               |
| 116                 | 114-115           |
| 117-146             | 116-145           |
| 147                 | 146-147           |
| 148-150             | 148-150           |

Molti manoscritti della versione Septuaginta includono un salmo in più, il salmo 151, incluso nella versione della Septuaginta che adottano le Chiese ortodosse. Una versione di questo testo è stata ritrovata fra i manoscritti del Mar Morto.

## Autore
La maggior parte dei salmi comincia con un versetto introduttivo che ne attribuisce l'autore o descrive le circostanze per le quali furono composti, da cui la tradizione che i salmi furono composti, in gran parte, da Davide.
Tuttavia, un filone della critica moderna ritiene che siano il prodotto di vari altri autori o gruppi di autori. Comunque si ritiene che i salmi non fossero trascritti prima del VI secolo a.C., e poiché il regno di Davide risale all'incirca all'anno 1000, il materiale risalente a Davide dovrebbe essere stato preservato dalla tradizione orale per secoli.
All'inizio dei salmi 39, 62 e 77 si fa riferimento a Idutun, in particolare per il modo di cantare o per il suo coro. I salmi 50 e dal 73 all'83 parlano di Asaf come maestro del coro. Le intestazioni dei salmi 42, dal 44 al 49, 84, 85, 87 e 88 riportano che «...i figli di Core furono incaricati di cantarli». Nel Secondo Libro delle Cronache (20,19) si trova un riferimento al fatto che i Leviti, i figli dei Keatiti e i figli dei Korachiti lodassero Dio a piena voce.
L'espressione Psalterium Davidicum è stata anche impiegata dal Concilio di Trento: esiste una tradizione sull'origine davidica del Salterio. Si basa su menzioni di vari libri della Bibbia e nei titoli degli stessi Salmi: 73 Salmi della versione ebraica dicono "di Davide" e alcuni aggiungono anche l'occasione in cui sono stati scritti. Anche nel nuovo Testamento, si presume la paternità davidica di alcuni Salmi.
Inoltre, nei titoli di 73 Salmi nella versione ebraica si dice "di Davide", mentre 12 Salmi sono "di Asaph", 11 "dei figli di core", 2 "di Solomon", altro "di Mosè", Heman e Ethan e 35 sono senza nessuna attribuzione. La versione greca attribuisce 82 Salmi a Davide.
La critica testuale ha cercato di scoprire le influenze all'interno dei Salmi per poter offrire alcuni dati, anche se è minima, circa i suoi autori possibili e molto di più del periodo all'interno dello sviluppo religioso in Israele. Solo leggendo le intestazioni di ogni Salmo, si possono trovare diversi autori a parte David: Mosè, Asaph, Herman, i figli di core, Salomone, Etan e Jedutum, mentre per alcuni di loro l'autore non è noto e perciò sono detti Salmi orfani. Il Salmo 79 (secondo la numerazione della versione ebraica) è un lamento per la distruzione di Gerusalemme, scritto quindi almeno quattro secoli dopo David. La critica filologica muove dal presupposto per il quale stili diversi debbano corrispondere a re e periodi storici differenti, approcciando i Salmi o la Bibbia come qualsiasi altro testo storico. Tuttavia, sempre nell'ambito di una trascrizione da fonte spirituale (altrove accettata anche nel 1800 per l'arte non religiosa; in questo caso da Dio stesso), a diverse stili potrebbero corrispondere diverse persone quali fonti sovrannaturali di ispirazione al medesimo poeta ebraico.

### Esegesi ebraica
Scritti per Ruach haQodesh e Profezia, non apocrifa, da re David, ve ne sono "ascritti" a "Mosheh Rabbenu" (cfr Rabbini del Talmud) e persino ad Adamo, per Shabbat, essi riguardano soprattutto il canto dei Leviti del Tempio di Gerusalemme (cfr re Salomone).

## Titoli dei salmi
San Gregorio di Nissa scrisse il trattato Sui titoli dei Salmi nel quale affermò che ogni verso della Sacra Scrittura, inclusi i titoli di questi componimenti, deve essere ritenuto utile per l'esegesi biblica.I titoli appartengono al testo originale ebraico e non sono un'aggiunta dei traduttori. Un'incomprensione dell'utilità di una parte del testo equivale a non aver colto completamente il senso della Sacra Scrittura. Titoli e testo contribuiscono a far cogliere il senso allegorico e mistico più profondo del Libro dei Salmi.
Il trattato spiega il metodo esegetico di Gregorio: se il significato letterale storico risulta incoerente oppure moralmente criticabile, occorre trovare l'utilità del testo biblico nel significato allegorico e mistico.
I monaci dell'epoca leggevano tutto il Salterio ogni settimana.

## Sezioni del libro
Il salterio è diviso in 5 parti, in analogia con il Pentateuco, e ciascuna parte termina con una benedizione o dossologia (vedi in Salmi 41:13; 72:18-19; 89:52; 106:48; 150:6) I Salmi 1 e 2 sono probabilmente delle aggiunte successive nelle fasi tardive di redazione come una introduzione generale all'intero Salterio. Abbiamo, quindi:
1. Il primo libro comprende i salmi 3-41[32], tutti attribuiti a Davide tranne il 10[33] e il 33[34], i quali, sebbene anonimi, sono tradizionalmente considerati suoi. Anche se l'attribuzione a Davide non è provata, si tratta probabilmente della sezione più antica dell'intero libro.
2. Il secondo libro contiene i successivi 31 salmi (42-72[35]), 18 dei quali attribuiti a Davide (51-65. 68-70) e uno a Salomone (il 72[36]), dei figli di Core (42. 44. 45. 46-49), di Asaf (50). I rimanenti sono anonimi.
3. Il terzo libro contiene 17 salmi (73-89[37]), dei quali il n° 86[38] è di Davide, l'88[39] di Heman l'ezraita, e l'89[40] di Ethan l'ezraita.
4. Anche il quarto libro ne contiene 17 (90-106[41]) dei quali il 90[42] attribuito a Mosè e il 101[43] e 103[44] a Davide.
5. Il quinto libro comprende i rimanenti 44 salmi (107-150[45]). Di questi 15 sono di Davide e il 127[46] di Salomone.

## Generi letterari

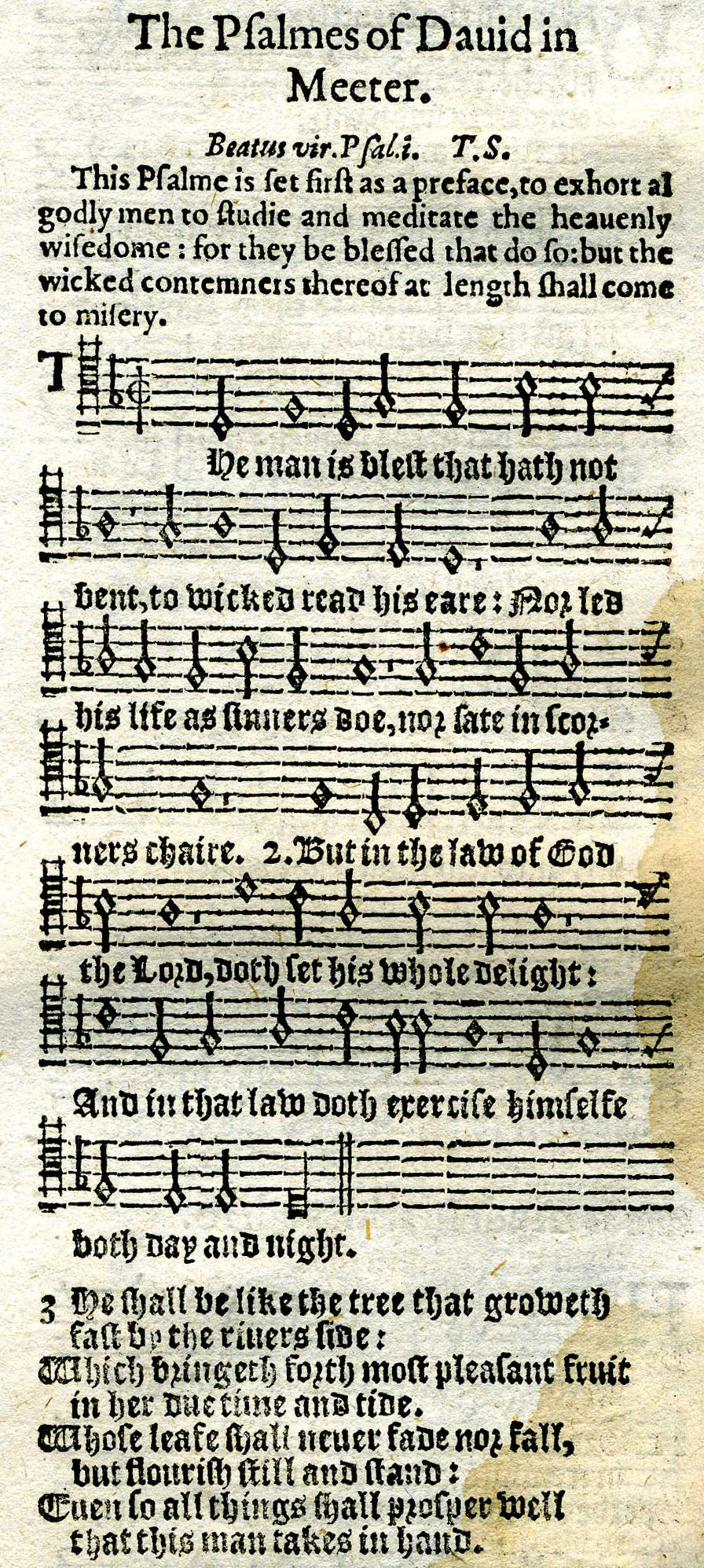
Salmo 1 nella forma metrica del Salterio (a cura di Sternhold e Hopkins), largamente diffusa nella Chiesa Anglicana prima della Guerra civile inglese (stampa del 1628). Era la versione intonata dall'esercito prima della battaglia.

Una suddivisione dei salmi può essere operata a partire dal genere letterario. Da un punto di vista stilistico si possono dividere in tre grandi generi: inni, suppliche e ringraziamenti.
1. La composizione degli Inni è abbastanza costante: inizia con una esortazione a lodare Dio, continua specificando i motivi di questa lode, la conclusione riprende la formula di introduzione o esprime una preghiera.[47]
2. Le suppliche sono salmi di sofferenza o lamenti. Generalmente iniziano con una invocazione a Dio, un grido di aiuto, una preghiera. Nel corpo del salmo si cerca di commuovere Dio, presentandogli la triste condizione dei supplicanti, con metafore per lo più generiche. Le suppliche possono dividersi in individuali e collettive. Quelle collettive nascono forse da un disastro nazionale, una disfatta, una indigenza comune.[48] Le suppliche individuali sono particolarmente numerose e di contenuto vario.[49].
3. I ringraziamenti esprimono la gioia per la grazia ottenuta; anch'essi possono essere individuali o collettivi.[50].

Sovente i generi letterari sono mescolati per cui un salmo che inizia come supplica può continuare come salmo di ringraziamento, o altre mescolanze varie.

### Origine e interpretazione nella letteratura ebraica
La cultura cananea influenzò i Salmi e probabilmente anche il resto della letteratura ebraica. Il re Davide, che secondo la Bibbia era un poeta (di cui oltre ai salmi non ci sono note altre opere letterarie), perfezionò l'organizzazione liturgica ed applicò un potente impulso alla poesia salmódica fino a raggiungere la grande varietà e qualità delle poesie raccolte in questo libro.
Durante il periodo della dominazione persiana, i Salmi erano in pieno svolgimento e diversificati in molti stili e generi diversi: inni, profezie messianiche, Lamentazioni individuali o di gruppo, escatologia (Genealogia di Gesù dal ramo di Giuseppe, e forse anche materno, quale ultimo discendente in linea diretta di Re Davide, di cui i Salmi sono l'unica opera letteraria di lui nota) , suppliche a Dio per una grazia, testi didattici che richiamano importanti episodi storici, cantici di ringraziamento di singoli popoli o di tutta la nazione, eccetera.
Una delle principali difficoltà nel cercare di interpretare i Salmi è dovuta alle qualità della poesia ebraica, espressione dello stato d'animo peculiare del popolo israelita, più intuitivo e sensibile del greco.
La poesia ebraica è caratterizzata da una metrica speciale basata sul Parallelismo semantico: ripetere la stessa idea due volte almeno con parole diverse: I malvagi credono che Dio dimentica, che copre il suo volto e non vede mai nulla (Salm. X, 11)
La sua concisione e carattere ellittico ne sono i tratti principali. Le idee sono impostate con poche parole (Gunkel 1933:17), e molte relazioni sono lasciate implicite. Si rinuncia a completare i nessi tra le idee (Gunkelc1933:17), in modo che le parole sciolte trovino nell'ascoltatore ciò che il poeta non ha fatto consegnare nel testo. Se a questo si aggiunge che, in generale, la poesia ebraica è breve (Gunkel 1933:18), il lavoro esegetico è molto difficile (G. 193e:178), non c'è quindi la possibilità di affrontare il testo in studio con gli altri e di elaborare con questo significa una spiegazione comune che illumina il dettaglio.
Se le poesie fossero più estese... le diverse parti si sarebbero illuminate... e avrebbero aiutato a capire tutta la poesia. (Gunkel 1933:18)
La brevità e le ellissi dei poemi ebraici furono risolte all'epoca grazie ad un contesto storico e sociale condiviso dal poeta e dai suoi contemporanei. L'ignoranza di questo contesto nasconde attualmente il vero significato della poesia e fa strada a tutti i tipi di speculazioni.
Il metodo di classificazione di Gunkel dominò a inizio novecento, nel tentativo di ricondurre i salmi a forme testuali e a generi letterari tipizzati, collettivi e individuali: lamentazioni, preghiere, atti di fede o devozione in Dio, ringraziamento, liberaziine, per citare i più importanti. Secondo Willem S. Prinsloo i Gattungen di Gunker sono uno schema teorico e una pura forzatura antistorica non rispettosa dei testi (in parte funzionale anche alla cultura tedesca del primo novecento), portando ad esempio S.Movinckel (1884-1965), ex allievo di Gunker, secondo il quale i Salmi hanno il loro comune contesto nella preghiera rivolta a Dio, Re del popolo Israele.
Non avendo di fatto oltre al titolo altri elementi per una loro datazione attendibile, la critica non può fare altro che concentrarsi sul collegamento e l'analisi comparativa dei testi,  verso il fine di formare un Libro unico, cosa che dal punto di vista dei credenti è la forma dell'Unità del Verbo rivelatoSi nella Sacra Scrittura.
Rispetto alla critica di Gunker la brevità e i molti sottintesi della poesia ebraica rappresenterebbero la principale difficoltà di questa opera di navigazione dei nessi ideali, mentre ne sarebbero il punto di forza il parallelismo semantico e l'attento uso (mai casuale) delle poche parole presenti nei testi, e dei loro legami metrici.

### In età moderna, Etiopia
I Salmi sono una delle parti della Bibbia più popolari nel movimento noto come Rastafarianesimo. (ad esempio del cantante raggae Prince Far I). Esso ha avuto luogo in Etiopia, dove sopravvive la Chiesa Copta, che era in Egitto la comunità cristiana più antica e numerosa del mondo arabo.

## Gruppi di salmi particolari
Alcuni salmi hanno delle caratteristiche particolari, che li distinguono all'interno del salterio. Si possono allora distinguere i salmi regali, quelli alfabetici, quelli delle ascensioni e quelli del piccolo e del grande Hallel.
1. I salmi regali sono stati composti in qualche ricorrenza particolare del re. Sono poemi molto antichi, che datano dall'epoca monarchica e riflettono il linguaggio e il cerimoniale di corte. Usano espressioni esagerate per il re, tipico di uno stile di adulazione. In una seconda lettura tali salmi alimentano sempre più il messianismo; al tempo di Gesù tali espressioni vengono attribuite al Cristo, come perfetto realizzatore delle attese messianiche.[56]
2. I salmi alfabetici sono costruiti con la particolarità di incominciare ogni riga od ogni strofa con la lettera successiva dell'alfabeto ebraico.[57]
3. I salmi delle ascensioni (שירי המאלות - Shirei HaMaalot) sono un gruppo particolare di salmi, che da un certo tempo in poi sono stati utilizzati per il pellegrinaggio a Gerusalemme (detto Sukkot). Sono stati inseriti in questo gruppo perché avevano qualche riferimento alla città di Gerusalemme, oppure si adattavano al pellegrinaggio.[58]
4. I salmi dell'Hallel generalmente sono di lode a Dio e hanno tutti il titolo iniziale Alleluia. Venivano usati in momenti particolari della vita e della preghiera del popolo. Sono comunemente collocati verso la fine del salterio. Il salmo 136[59] è chiamato "il grande Hallel" (il Talmud vi aggiunge anche i salmi 120-135[60]). I salmi 113-118[61] formano il piccolo Hallel, che gli ebrei recitavano per le tre grandi festività, per la luna nuova e per gli otto giorni successivi alla festa della dedicazione.

## La poesia dei salmi
I salmi possiedono allo stesso tempo un grande valore spirituale e un grande valore poetico. Una forma tipica della poesia dei salmi è la ripetizione del pensiero, per cui se una riga esprime un pensiero, la riga successiva generalmente, ripete, modifica, amplia, corregge il pensiero appena espresso.

## Uso dei salmi nel rituale ebraico

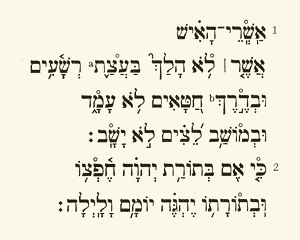
Primi versetti in ebraico del Salmo 1

La "dialettica di peccato e pentimento" (Neher) mette impietosamente a nudo la condizione dell'uomo e rivela tutta la fragilità umana.
I Salmi sono per il giudaismo il testo della fede pura per eccellenza e il fondamento e la ragione del concetto di pietismo ebraico perché, a differenza di altri sistemi teologici, il giudaismo non predica la negazione dell'umanità - sinonimo di imperfezione intrinseca a cui nessun uomo può sfuggire. Non nega la colpa, riconosce invece che essa implica paradossalmente la redenzione, la redenzione non solo dell'anima dove il concetto di dualismo verrà tra breve cancellato, ma la redenzione del Corpo del singolo individuo come del Sistema imperfetto che noi viviamo o che per meglio dire che sia imprigionati a vivere così come i Giorni di Noè sarà la presenza del Figlio dell'Uomo negli Ultimi giorni cioè i nostri la profezia è agli sgoccioli nella sua applicazione e nella sua grande tribolazione così la morte verrà distrutta subentrando la via per la vita eterna e la vera giustizia di Dio il ritorno a Lui sotto la guida del Regno i veri 144.000 con il Re dei Re la cui discendenza parte da Seth 3° Figlio di Adamo per la venuta negli Ultimi giorni con il nome di Gioele o Giaele RE Eterno confronto profetico. Giunti dove si trovava il corpo di Adamo, lo presero. Quando entrarono nel paradiso, tutti gli alberi del paradiso si agitarono al punto che tutti i nati da Adamo si addormentarono in un sonno profondo per il profumo (che essi sprigionavano), con l'eccezione di Seth, perché era nato per ordine di Dio.
Il rituale mosaico descritto nel Pentateuco non fa riferimento all'uso di canti nel servizio divino, che vengono utilizzati per la prima volta da Davide.
Alcune intestazioni dei salmi suggeriscono un loro utilizzo nel culto
- Tredici salmi sono designati in ebraico shir, cioè ode, e può riferirsi a componimenti sia religiosi sia profani.
- Quarantacinque salmi sono detti mitsmor tradotti in greco con il termine salmo, e significa componimento musicale sacro accompagnato da uno strumento
- il salmo 45[63] e molti altri sono indicati come tehillah, cioè in ebraico "inno", cioè canto di lode, in riferimento a Dio
- Sei salmi (16;56-60[64]) hanno il titolo ebraico michtam.
- Il salmo 7[65] e il Libro di Abacuc hanno il titolo shiggaion.

I salmi hanno avuto un ruolo preminente nel culto ebraico fino ai giorni nostri. Anche nel Nuovo Testamento troviamo menzionato il loro uso da parte della comunità ebraica del I secolo.

## I salmi nel culto cristiano

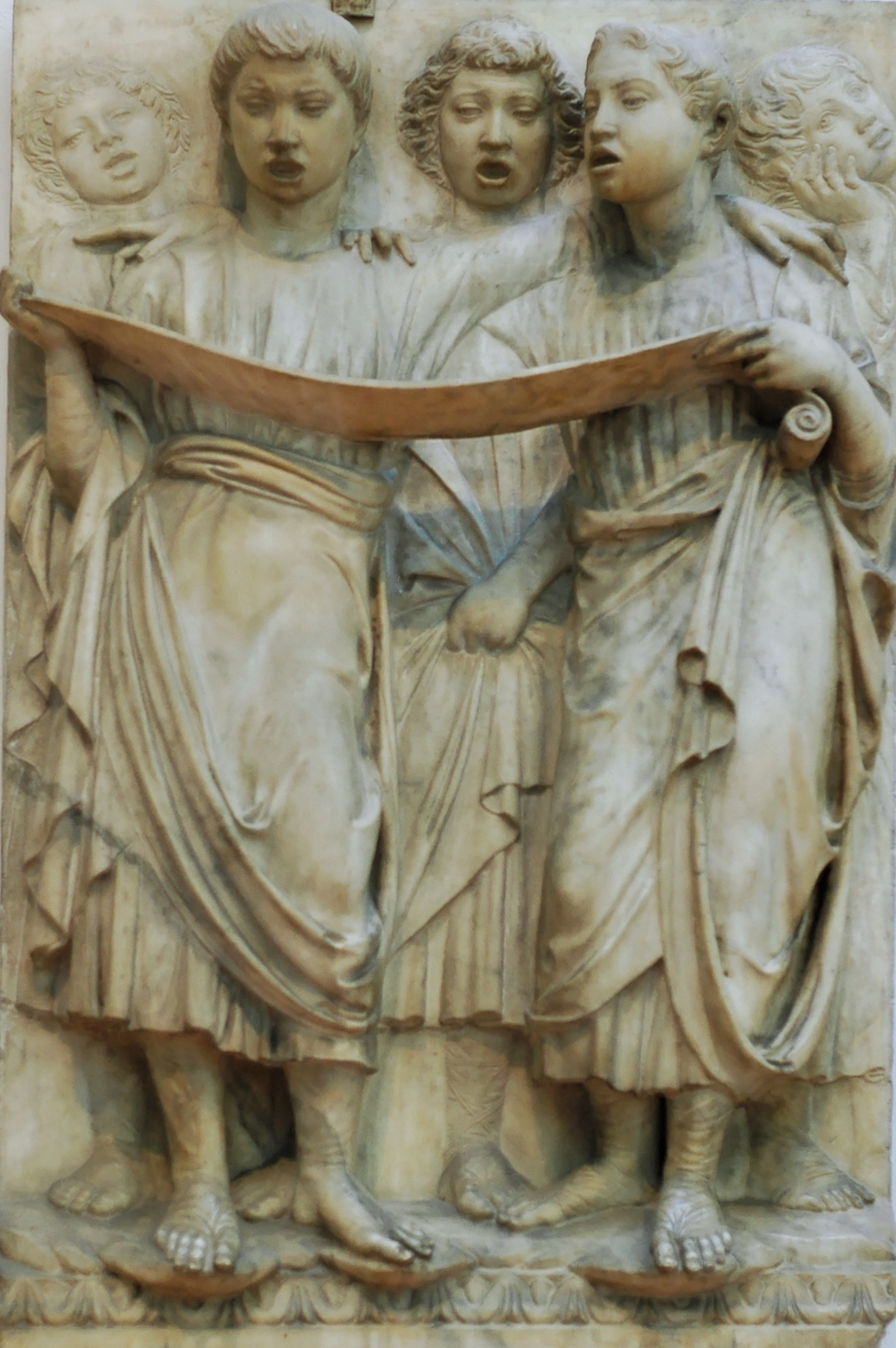
Raffigurazione di giovani che cantano il Salmo 150 (Laudate Dominum), Museo dell'Opera del Duomo (Firenze)

Nel cristianesimo il valore spirituale dei salmi è tenuto in grande considerazione:
- sono le preghiere dell'Antico Testamento e del popolo ebraico nella sua millenaria esperienza religiosa;
- sono stati recitati da Gesù Cristo, dalla Vergine Maria, dagli apostoli;
- i cristiani hanno fatto dei salmi la loro preghiera ufficiale.

Nel Nuovo Testamento troviamo riferimenti al fatto che i primi cristiani utilizzassero i salmi nel culto divino, e tuttora vengono largamente impiegati nella liturgia cristiana. In particolare nella liturgia ortodossa, cattolica e anglicana il salterio è utilizzato in modo ciclico e queste chiese hanno sviluppato anche delle salmodie particolari. Nei primi secoli della Chiesa i candidati all'episcopato erano tenuti alla conoscenza dell'intero libro dei salmi a memoria, spesso imparato praticando la vita monastica.

### Uso cattolico
Nella Chiesa cattolica i salmi vengono regolarmente utilizzati nella liturgia eucaristica e nella liturgia delle ore. I salmi sono anche il fondamento della preghiera monastica delle ore canoniche.
Ci sono tre forme in uso:
- antifonale, con due cori che si alternano;
- responsoriale, dove il solista e il coro si alternano;
- diretta, se il salmo è cantato dal coro o dal solista.

### Uso ortodosso
I cristiani ortodossi utilizzano spesso i salmi nella preghiera privata e pubblica. Per facilitare la lettura, i 150 salmi sono divisi in 20 kathismata, e ciascun kathisma è ulteriormente suddiviso in tre antifone come segue (la numerazione è quella greca):
- Kathisma 1: salmi 1-3[66], 4-6[67], 7-8[68]
- Kathisma 2: 9-10[69], 11-13[70], 14-16[71]
- Kathisma 3: 17[72], 18-20[73], 21-23[74]
- Kathisma 4: 24-26[75], 27-29[76], 30-31[77]
- Kathisma 5: 32-33[78], 34-35[79], 36[80]
- Kathisma 6: 37-39[81], 40-42[82], 43-45[83]
- Kathisma 7: 40-48[84], 49-50[85], 51-54[86]
- Kathisma 8: 55-57[87], 58-60[88], 61-63[89]
- Kathisma 9: 64-66[90], 67[91], 68-69[92]
- Kathisma 10: 70-71[93], 72-73[94], 74-76[95]
- Kathisma 11: 77[96], 78-80[97], 81-84[98]
- Kathisma 12: 85-87[99], 88[100], 89-90[101]
- Kathisma 13: 91-93[102], 94-96[103], 97-100[104]
- Kathisma 14: 101-102[105], 103[106], 104[107]
- Kathisma 15: 106[108], 107-108[109]
- Kathisma 16: 109-111[110], 112-114[111], 115-117[112]
- Kathisma 17: 118,1-72[113], 118,73-131[114], 118,132-176[115]
- Kathisma 18: 119-123[116], 124-128[117], 129-133[118]
- Kathisma 19: 134-136[119], 137-139[120], 140-142[121]
- Kathisma 20: 143-144[122], 145-147[123], 148-150[124]

A seconda dei periodi liturgici e dei giorni della settimana vengono letti diversi kathismata durante i vespri, seguendo il calendario ecclesiastico ortodosso. Nel XX secolo si è diffuso fra i laici la lettura continua dei salmi tutti i giorni, in modo tale che l'intero libro sia letto completamente in quattro settimane, con letture tre volte al giorno terminando un kathisma al giorno.

### Uso riformato
Le chiese evangeliche riformate mettono in evidenza come il canto dei Salmi sia sempre stato importante componente del culto, prima nella sinagoga e poi nella chiesa. Il Nuovo Testamento stesso ne prescrive il canto con la dizione "Salmi, inni e cantici spirituali", definizione storica che descrive le caratteristiche dei 150 Salmi. L'uso dei Salmi cantati è stato portato avanti dal Monachesimo e così rivalutato dalla Riforma che ne prescriveva l'uso esclusivo durante il culto.
Durante la Riforma protestante divennero comuni traduzioni e parafrasi metriche, e molti salmi subirono adattamenti come inni. Ciò fu particolarmente diffuso in ambito calvinista. Il primo libro stampato nel Nord America è stato una raccolta di adattamenti di salmi, il Bay Psalm Book (1640).
Nel corso del XIX-XX secolo, nel culto delle chiese evangeliche i salmi sono stati progressivamente sostituiti dagli inni. Nei libri di canto ne rimangono alcuni, spesso parafrasati o ridotti a qualche espressione. Oggi il canto dei Salmi è in corso di rivalutazione.